# 越知町
越知町（日语：／ Ochi chō）是位於日本高知縣中部的町，城鎮中心位於仁淀川、阪折川、柳瀨川三條河流的匯流處，連接高知市和松山市的國道33號經過町內。西部地區位於橫倉山縣立自然公園的範圍內，出生於佐川町的植物學家牧野富太郎經常在此進行研究。當地也曾發現日本最古老的志留紀三葉蟲和珊瑚等化石。越知町盛產大波斯菊，町內的宮之前公園每年會定期舉辦相關活動。

## 歷史
文治元年（1185年），在屋島之戰中戰敗的平知盛一門潛藏在四國的山區中，並供奉著年幼的安德天皇。隨後平知盛等八十餘人抵達越知地區，並在此地建造許多廟宇，據說當地的湧泉水曾經用作為天皇的飲用水。該湧泉於日後被命名為「安德水」，並於1958年入選名水百選。

## 地理
當地的地形由山地和位於東部的越知盆地組成。越知町整體氣候較為溫暖，年均溫為17.4度，年降水量約為3054毫米，冬季的降雪量較少。

## 歷史

### 行政區劃變遷
- 1889年4月1日：實施町村制，現在的轄區在當時分屬：
  - 高岡郡：越知村、大桐村。
  - 吾川郡：橫畠村、明治村。
- 1900年6月7日：越知村改制為越知町。
- 1954年3月20日：越知町、大桐村和橫畠村合併為新設置的越知町。
- 1954年4月15日：佐川町的部分地區併入。
- 1954年7月20日：明治村和長者村的部分地區併入。
- 1954年10月10日：佐川町的山室地區併入。
- 1958年4月1日：佐川町的部分地區併入[1]。

### 變遷表
| 1889年4月1日 | 1889年 - 1926年     | 1926年 - 1954年          | 1955年 - 1989年 | 1989年 - 現在 | 現在   |
| ------------ | ------------------- | ------------------------ | --------------- | ------------- | ------ |
| 越知村       | 1900年6月7日 越知町 | 1954年3月20日 越知町     | 越知町          | 越知町        | 越知町 |
| 大桐村       |                     | 1954年3月20日 越知町     | 越知町          | 越知町        | 越知町 |
| 橫畠村       |                     | 1954年3月20日 越知町     | 越知町          | 越知町        | 越知町 |
| 明治村       | 明治村              | 1954年7月20日 併入越知町 | 越知町          | 越知町        | 越知町 |

## 教育
町內設有町立越知中學和小學，幼稚園以及托兒所（保育園）。

## 交通
轄區內無鐵路通過，距離最近的車站是位於佐川町的佐川車站。

### 道路
- 國道33號[11]
- 國道494號[12]

## 觀光
當地的橫倉山海拔高度800公尺，為四國百名山的知名山岳之一。位於山室字大樽的大樽瀑布為日本百選瀑布之一，於1956年成為横倉山縣立自然公園的一部分。流經當地的仁淀川流域中，淺尾沉下橋為細田守的動畫電影《龍與雀斑公主》取景地之一，該地被動漫觀光協會認證為2022年度新增動漫朝聖觀光聖地。其餘的沉下橋尚有片岡沈下橋、中仁淀橋、小森的沉下橋。宮之前公園和越知町民總合運動場為當地的公用公園。文化設施方面則有蠶絲資料館和横倉山自然之森博物館。

## 本地出身人物
- 能勢和子：前眾議院議員

## 逸事和相關作品
- 為日本動畫導演細田守動畫電影《龍與雀斑公主》的取景地其一。

## 外部連結
- （日語） 越知町觀光協會 （页面存档备份，存于）
- （日語） 越知町商工會 （页面存档备份，存于）